# Volodymyr Polovyi
Volodymyr Oleksandrovytch Polovyi (en ukrainien : Володимир Олександрович Польовий) est un footballeur ukrainien, né le 28 juillet 1985 à Zaporijia. Il évolue comme arrière gauche.

## Palmarès
Vierge